# حارة بير الوادي (صنعاء)
بير الوادي هي إحدى حارات حي سدس الروض بمدينة الروضة شمال العاصمة اليمنية "صنعاء"، بلغ تعداد سكانها 307 نسمة حسب تعداد اليمن لعام 2004.